# Chaetostricha mahensis
Chaetostricha mahensis är en stekelart som först beskrevs av Jean-Jacques Kieffer 1917.  Chaetostricha mahensis ingår i släktet Chaetostricha och familjen hårstrimsteklar. Inga underarter finns listade i Catalogue of Life.